# Henrique Lonck
Henrique Cornélio Lonck (em neerlandês: Hendrick Corneliszoon Lonck; Roosendaal, 1568 – Amesterdã, 10 de outubro de 1634) foi um militar, administrador colonial e herói naval neerlandês.

## Vida
Transferiu-se para Amesterdã em 1604, trabalhando como skipper, armador e comerciante.
Em 1628, junto a Piet Heyn e a serviço da Companhia Neerlandesa das Índias Ocidentais (WIC) como almirante, capturou a frota espanhola da prata.
Substitui Piet Heyn, em 1629, como general-capitão, após Heyn ter se demitido da WIC (West-Indische Compagnie).
Em 1630, com uma frota de 67 navios, conquistou uma parte do Brasil (Olinda e Recife).
Após seu retorno à República Neerlandesa, em 20 de julho de 1630, também demitiu-se da WIC.
Faleceu em 10 de outubro de 1634 e foi sepultado na Oude Kerk em Amsterdã.